# Ponte Ada
Il ponte Ada (in serbo Мост на Ади , Most na Adi) è un ponte strallato che attraversa il fiume Sava a Belgrado, in Serbia. Il ponte attraversa la punta dell'isola Ada Ciganlij, collegando i comuni di Čukarica e Nuova Belgrado. Il pilone centrale del ponte si trova sulla punta dell'isola, che è stata rinforzata con grandi quantità di cemento ed è stata leggermente allargata per fornire una base più solida. La costruzione è iniziata nel 2008 e il ponte è stato inaugurato il 1º gennaio 2012. Le strade adiacenti sono state completate nel 2013. Dal 5 luglio 2019 vi transitano anche le linee 11 e 13 della locale tranvia.